# Jack Smith (regista)
Jack Smith (Columbus, 14 novembre 1932 – New York, 25 settembre 1989) è stato un regista, fotografo e artista statunitense il cui lavoro è particolarmente conosciuto per i suoi film di cinema sperimentale.
È generalmente considerato come uno dei padri fondatori della performance art statunitense, ed è riconosciuto anche come fotografo, anche se il suo lavoro fotografico rimane sporadico e poco conosciuto.

## Filmografia parziale

### Regista
- Buzzards Over Baghdad (1952)
- Scotch Tape (1961)
- Flaming Creatures (1963)
- Normal Love (1963)
- No President - conosciuto anche come The Kidnapping of Wendell Wilkie by The Love Bandit (1967)

### Attore
- Little Stabs at Happiness, regia di Ken Jacobs (1960)
- Blonde Cobra, regia di Ken Jacobs (1963)
- Queen of Sheba Meets the Atom Man, regia di Ron Rice (1963)
- Chumlum, regia di Ron Rice (1964)
- Camp, regia di Andy Warhol (1965)
- Hedy, regia di Andy Warhol - conosciuto anche come Hedy the Shoplifter (1966)
- Silent Night, Bloody Night, regia di Ted Gershunny (1974)
- Shadows in the City, regia di Ari M. Roussimoff (1989)

## Pubblicazioni
- 1960 16 Immortal Photos
- 1962 The Beautiful Book
- Lorenzo Fusi (a cura di), Changing Difference: Queer Politics & Shifting Identities, Silvana Ed. (2012).